# Antonín Krejčí
Antonín Krejčí (20. října 1812 Starý Smolivec – 29. října 1872 Horní Folmava) byl katolický kněz a vlastenec z doby národního obrození.
Od roku 1837 dělal kaplana v katedrále svatého Mikuláše v Českých Budějovicích. Je spojován s nalezením zlomku staročeské epické básně Alexandreis a dalších cenných rukopisů. Ve farní knihovně nalezl rukopisný záznam o deseti místních událostech z let 1500 až 1535; rukopis je od roku 1846 uložen v Národním muzeu. Znal se s pražskými představiteli národního obrození, zejména s Karlem Jaromírem Erbenem, kterého seznámil s českobudějovickým prostředím a kterému pomáhal v jeho studiu písemností, uložených v městském archivu a při sběru dokladů lidové slovesnosti v okolí Českých Budějovic. Byl spoluzakladatelem vlasteneckého spolku Slovanská lípa v Českých Budějovicích. Obdržel diplom Matice české. Za svou činnost v roce 1848 byl vězněn v Praze (v kněžském svatováclavském vězení). Po propuštění byl přeložen do Jílovic, poté do Mrákova a nakonec do Folmavy. V Českých Budějovicích je po něm pojmenována ulice.